# Sylvilagus leonensis
{{#ifeq:0|0|{{#if:|{{#if:Sylvilagusleonensis|[[]}}|}}}}
Sylvilagus leonensis був викопним видом кролика з пізнього плейстоцену, відомим з печери Сан-Хосесіто в Нуево-Леоні, Мексика.